# Barbara Pócza
Barbara Pócza (* 6. April 1986 in Győr) ist eine ehemalige ungarische Tennisspielerin.

## Karriere
Pócza, die ihr Spiel auf Sand- und Hartplätzen bevorzugte, begann im Alter von acht Jahren mit dem Tennis.
Während ihrer Karriere gewann sie je zwei Einzel- und Doppeltitel des ITF Women’s Circuits.
Sie spielte 2005 für die ungarische Fed-Cup-Mannschaft, wo sie bei zwei gespielten Matches einmal siegreich war.

## Turniersiege

### Einzel
| Nr. | Datum        | Turnier    | Kategorie   | Belag | Finalgegnerin       | Ergebnis |
| --- | ------------ | ---------- | ----------- | ----- | ------------------- | -------- |
| 1.  | Oktober 2003 | Carcavelos | ITF $10.000 | Sand  | SessilKaratantcheva | 6:2, 6:0 |
| 2.  | Oktober 2004 | Dubrovnik  | ITF $10.000 | Sand  | Sanja Ančić         | 6:4, 6:0 |

### Doppel
| Nr. | Datum          | Turnier    | Kategorie   | Belag | Partnerin    | Finalgegnerinnen                   | Ergebnis      |
| --- | -------------- | ---------- | ----------- | ----- | ------------ | ---------------------------------- | ------------- |
| 1.  | September 2003 | Ben Aknoun | ITF $10.000 | Sand  | Petra Teller | Karina-Ildor Jacobsgaard Ina Sartz | 3:6, 6:4, 6:4 |
| 2.  | September 2003 | Tlemcen    | ITF $10.000 | Sand  | Petra Teller | Liza Viplav Jennifer Schmidt       | 7:5, 0:6, 6:4 |